# Maslennikova (raïon de Plessetsk)
Maslennikova (en russe : Масленникова) est un hameau russe situé dans le raïon de Plessetsk dans l'ouest de l'oblast d'Arkhangelsk. Il fait partie du Nord russe, et sa population s'élevait à 29 habitants en 2012.   

## Géographie
Maslennikova est située dans l'ouest de l'oblast d'Arkhangelsk, un sujet de Russie européenne qui fait partie du district fédéral du Nord-Ouest. La localité se trouve dans le nord-est du raïon de Plessetsk, un des raïons de l'oblast. Le hameau se trouve à environ 54 kilomètres à l'est-est-nord du centre administratif du raïon, la commune urbaine de Plessetsk. Il se trouve au bord de la rivière Chorda, un affluent de rive droite de la Dvina septentrionale.
De 2004 jusqu'à la suppression des municipalités du raïon en 2021, le hameau faisait partie de la municipalité de Tarassovo,.
Maslennikova, comme tout l'oblast d'Arkhangelsk, est située dans le fuseau horaire MSK (heure de Moscou). Le décalage horaire appliqué par rapport au temps universel coordonné est +03:00.

## Démographie
Recensements (*) ou estimations de la population,,:
En 2002, la population était à 100 % composée de Russes.
|       | \| 2002* \| 2010* \| 2012 \| - \| \| ----- \| ----- \| ---- \| - \| \| 17 \| 21 \| - \| - \| |      |   |
| 2002* | 2010*                                                                                        | 2012 | - |
| 17    | 21                                                                                           | -    | - |